# Campionato di calcio della Palestina/Eretz Israele 1931-1932
Il Campionato di calcio della Palestina/Eretz Israele 1931-1932 è stata la 1ª edizione del campionato di calcio del Mandato britannico della Palestina (poi divenuto campionato israeliano di calcio, dopo la fondazione di Israele nel 1948).
Venne disputato tra otto squadre ebraiche e una selezione della Palestine Police Force britannica, denominata British Police, che si aggiudicò il titolo.
La formula prevedeva un girone all'italiana con partite di andata e ritorno e l'assegnazione di due punti per ogni vittoria e un punto in caso di pareggio.
Non tutte le partite furono disputate, mentre altre vennero ripetute.

## Squadre partecipanti
| Club                | Città       |
| ------------------- | ----------- |
| British Police      | Gerusalemme |
| Hapoel Gerusalemme  | Gerusalemme |
| Hapoel Haifa        | Haifa       |
| Hapoel Tel Aviv     | Tel Aviv    |
| Maccabi Gerusalemme | Gerusalemme |
| Maccabi Haifa       | Haifa       |
| Maccabi Ness Ziona  | Ness Ziona  |
| Maccabi Petah Tiqwa | Petah Tiqwa |
| Maccabi Tel Aviv    | Tel Aviv    |

## Classifica finale
| Pos. | Squadra             | Pt | G  | V  | N | P  | GF | GS | DR  |
| ---- | ------------------- | -- | -- | -- | - | -- | -- | -- | --- |
| 1.   | British Police      | 27 | 15 | 12 | 3 | 0  | 62 | 18 | +44 |
| 2.   | Hapoel Tel Aviv     | 24 | 15 | 11 | 2 | 2  | 52 | 13 | +39 |
| 3.   | Hapoel Haifa        | 18 | 12 | 8  | 2 | 2  | 33 | 15 | +18 |
| 4.   | Maccabi Gerusalemme | 18 | 15 | 8  | 2 | 5  | 35 | 32 | +3  |
| 5.   | Maccabi Tel Aviv    | 16 | 15 | 7  | 2 | 6  | 37 | 38 | -1  |
| 6.   | Maccabi Petah Tiqwa | 9  | 16 | 4  | 1 | 11 | 30 | 45 | -15 |
| 7.   | Maccabi Haifa       | 8  | 14 | 3  | 2 | 9  | 22 | 42 | -20 |
| 8.   | Maccabi Ness Ziona  | 7  | 15 | 2  | 3 | 10 | 16 | 35 | -29 |
| 9.   | Hapoel Gerusalemme  | 3  | 13 | 1  | 1 | 11 | 11 | 60 | -49 |

## Verdetti
- British Police campione della Palestina/Eretz Israele 1931-1932